# Limnaecia charactis
Limnaecia charactis là một loài bướm đêm thuộc họ Cosmopterigidae. Nó được tìm thấy ở Úc.